# Борисов, Борис Николаевич
Борис Николаевич Борисов (1947—2010) — советский и российский актёр театра и кино.

## Биография
Борис Борисов родился 16 апреля 1947 года в городе Макеевка Сталинской области.
В 1964 году окончил металлургический техникум по специальности «Прокатное производство», в 1964—1966 гг. работал на Макеевском металлургическом заводе имени С. М. Кирова.
В 1969 году окончил студию при Донецком народном театре имени Ленинского Комсомола, в 1973 году — Школу-студию МХАТ (курс В. П. Маркова, Е. Н. Морес и В. Н. Богомолова).
В 1972—1992 гг. во МХАТе, после раздела театра — во МХАТе им. М. Горького.
В 1981—1986 гг. преподавал актёрское мастерство на курсе профессора В. П. Маркова.
Сотрудничал с «Театром несыгранных ролей» — «Вернисаж» (1988—1997).
После ухода из театра работал грузчиком, став, впоследствии, вице-президентом часовой фирмы «К. Мозер» (1992—1997).
В 1993—2007 гг. — в театре «Товарищество артистов МХАТ».
Преподавал «Технику речи», «Художественное слово», «Актёрское мастерство» на фирме «Репетитор», стал заведующим кафедрой «Альтернативных программ» Высшей школы языкознания, защитил диссертацию во Всемирном университете науки и образования в Бельгии (Брюссель), стал профессором, кандидатом педагогических наук, а в 2005 г. за создание своей научной школы и метода «Пятиступенчатый способ практической самореализации личности, основанный на приёмах актёрского мастерства по системе К. С. Станиславского» получил звание доктора философии.
Скоропостижно (инфаркт) ушёл из жизни 5 декабря 2010 года в Москве. Похоронен на 129-м участке Митинского кладбища Москвы.

## Творчество

### Роли в театре

#### МХАТ имени Горького
- «Кремлёвские куранты» Н. Ф. Погодина. Режиссёр: М. О. Кнебель — Матрос Рыбаков
- «Похожий на льва» Рустама Ибрагимбекова. Режиссёр: В. П. Салюк — Рамиз
- «Валентин и Валентина» М. М. Рощина. Режиссёр: О. Н. Ефремов — каплей Гусев
- «Нина» А. Кутерницкого. Режиссёр: О. Н. Ефремов — Володя
- «Три толстяка» Ю. Олеши. Режиссёр В. Н. Богомолов — Оружейник Просперо
- «Татуированная роза» Теннесси Уильямса. Режиссёр: Р. Г. Виктюк — Коммивояжёр
- «Глоток свободы» Б. Ш. Окуджава, В. Иванова. Режиссёр: Е. Шилагина — капитан Майборода
- «Бесприданница» А. Н. Островского. Режиссёр: В. П. Салюк — Паратов
- «Так победим!» М. Ф. Шатрова. Режиссёр: О. Н. Ефремов — Орлов
- «Рукописи не горят» по М. А. Булгакову. Режиссёры: Г. С. Епифанцев, М. И. Прудкин. — Иван Бездомный, Берлиоз, Лука, Понтий Пилат
- «Свидетель обвинения» Агаты Кристи. Режиссёр: В. П. Салюк — Адвокат
- «Мятеж» И. Менжерицкий. (по Фурманову) Режиссёр: В. Н. Шиловский — Береснев
- «Синяя птица» Мориса Метерлинка. Режиссёр: С. Г. Десницкий — Пёс.
- «Обратный счёт» А. Гельмана. Режиссёр: О. Н. Ефремов — Сергей Сергеевич
- "Сладкоголосая птица юности"Теннесси Уильямса. Режиссёр: В. Н. Шиловский — Том Младший
- «Так победим!» М. Ф. Шатрова. Режиссёр: О. Н. Ефремов — Орлов
- «Возчик Геншель» Г. Гауптмана. Режиссёр: В. П. Салюк — Вальтер
- «Евгений Базаров» И. С. Тургенева. Режиссёр В. Якунин — Павел Петрович Кирсанов
- «Принц и нищий» С. В. Михалкова.Режиссёр: Л. Танюк — Отец Тома и Король
- «Вагончик» В. Павлова. Режиссёр: Кама Гинкас — Таксист
- «Тамада» А. М. Галина. Режиссёр: Кама Гинкас — Николай
- «Три сестры» А. П. Чехова. Режиссёр: Т. В. Доронина — Кулыгин
- М. А. Булгаков. «Журден» — Госпожа Журден. Режиссёр Н. Бритаева.
- «На дне» М. Горького. Режиссёр: Т. В. Доронина — Лука

#### Театр «Товарищество артистов МХАТ»
- А. Н. Островский. «Не всё коту масленица» — Ахов. Режиссёр М. Горюнов.

#### Театр «Вернисаж»
- Дж. Б. Шоу. «Великая Екатерина» — Князь Потёмкин. Режиссёр Н. Бритаева.
- В. Стайнбек. «Звезда Бродвея» — Зигмунд Гофман. Режиссёр Ю. Непомнящий.
- В. Сергеев. «Где бродит душа твоя, женщина?» — сыграл в спектакле все мужские роли (так было задумано): Врач, Герман, Слесарь, Следователь, Муж. Режиссёр Н. Бритаева.
- К. Романов. «Царь Иудейский» — Понтии Пилат. Режиссёр Ю. Непомнящий.
- Последняя роль (к юбилею н.а. России С. И. Коркошко): Б. Шоу. «Профессия миссис Уоррен» — Крофтс. Режиссёр В. Салюк. 2006 год.

### Фильмография
- 1971 — День за днём — студент
- 1974 — Соло для часов с боем — санитар
- 1974 — Предварительная защита — Сергей
- 1976 — Строговы — Матвей Захарович Строгов
- 1976 — Мы вместе, мама — Пётр
- 1977 — Эхо в пуще — Андрей Прокопеня
- 1977 — Рождённая революцией — майор Сухарев Борис Николаевич
- 1978 — У меня все нормально — майор Ведрич
- 1979 — Тяжёлая вода — Арнольд Петрович, командир подводной лодки (озвучил актёр Павел Морозенко)
- 1979 — Поэма о крыльях — Князев
- 1979 — Месяц длинных дней — Степан
- 1980 — Мятеж — Береснев
- 1980 — Главный конструктор — Иван, директор завода
- 1981 — От зимы до зимы — Поспелов
- 1981 — Игра без козырей — Людас Григонис, капитан милиции (озвучил актёр Вадим Спиридонов)
- 1982 — Сто первый — старшина Беланов
- 1985 — Тревоги первых птиц — Григорий Горовой
- 1985 — Подвиг Одессы — капитан Н. В. Зиновьев, командир 412-й батареи
- 1985 — Матрос Железняк — Дыбенко
- 1986 — Секретный фарватер — Рышков, начальник контрразведки флота
- 1986 — Мужские тревоги — командующий
- 1990 — Кодры